# جد (زرآباد)
جد، روستایی در دهستان زرآباد شرقی بخش مرکزی شهرستان زرآباد در استان سیستان و بلوچستان ایران است.

## جمعیت
بر پایه سرشماری عمومی نفوس و مسکن در سال ۱۳۹۵، جمعیت این روستا برابر با ۶۵۸ نفر (۱۴۱ خانوار) بوده‌است.